# مسجد لو (أنجيرلو)
مسجد لو (بالفارسية: مسجدلو) هي قرية تقع في إيران في أردبيل. يقدر عدد سكانها بـ 278 نسمة .